# PlayStation Vita
PlayStation Vita (officielt forkortet som PS Vita eller Vita) er en mobil spillekonsol produceret af Sony Computer Entertainment og efterfølgeren til PlayStation Portable som er en del af PlayStation-serien. PlayStation Vita konkurrerer med Nintendos Nintendo 3DS som en del af den ottende generation af spillekonsoller.